# 東シベリア鉄道支社
東シベリア鉄道支社（ロシア語: Восточно-Сибирская железная дорога）は、ロシア鉄道公開株式会社の支社（Филиал ОАО «РЖД»）の一つであり、1934年に創設された。従業員数は40,784人（2015年現在）である。シベリア連邦管区に属するイルクーツク州、ブリヤート共和国、ザバイカリエ地方、極東連邦管区に属するサハ共和国のロシア鉄道線を管轄する。

## 歴史
人口希薄で大部分が未開発の東シベリアの鉄道建設が最初に提案されたのは1870年代から1880年代にかけての話であった。1884年のエカテリンブルク - チュメニ間のウラル鉄道の完成後には建設の必要性が顕著になり、1887年にはシベリア鉄道の予定ルートを調査する組織が設立された。 1893年5月にはシベリア鉄道建設委員会が設置され、1895年にはチェリャビンスク駅からオブ駅（ノヴォシビルスクの近くにある小さな集落）が開通した。同年12月6日にはクラスノヤルスクまで開通し、1897年にはイルクーツク - バイカルスキーとバブシュキン - スレテンスク間の建設が開始、1898年にはトゥールン - イルクーツク間が完成した。1905年には最も難所であったバイカル湖岸区間が開通し、シベリア鉄道は全線開業した。
ソ連成立後の1922年 - 1926年にはアチンスク・アバカン鉄道が建設され、クラスノヤルスク地方とハカス共和国、トゥバ共和国の各経済圏が接続された。1940年にはウランウデ - ナウシキ間の鉄道が開通し、モンゴル国境やグシノオジョールスクの炭田に接続するようになった。第二次世界大戦後の1948年には貨物輸送量は戦前の水準に回復し、1958年にはタイシェト -ブラーツク - レナ間の鉄道が完成し、アンガラ川およびレナ川流域の盆地とシベリア鉄道が接続し、イルクーツク州北部とサハ共和国への物資供給も安定するようになった。1965年末にはアバカン - タイシェト間647kmが電化路線として開通し、極東・シベリアからクズネツク炭田やカザフスタンほか中央アジア方面へのアクセスが大きく改善した。

## 路線
- シベリア鉄道：ユールトゥイ駅 - タイシェト駅 - イルクーツク旅客駅 - ウラン・ウデ駅 - ペトロフスキー・ザヴォート駅
- バイカル・アムール鉄道：タイシェト駅 - ハニ駅
- バイカル湖岸鉄道
- モンゴル縦貫鉄道：ウラン・ウデ駅 - ナウシキ駅 - モンゴル国境

## 参照項目
- 東シベリア